# Чон-Курулуш
Чон-Курулуш (кирг. Чоң-Курулуш) — село в Базар-Коргонском районе Джалал-Абадской области Кыргызстана. Входит в состав Сайдыкумского айылного аймака.

## География
Село расположено в юго-восточной части области, на левом берегу реки Кара-Ункюр, на расстоянии приблизительно 5 километров (по прямой) к юго-западу от города Базар-Коргон, административного центра района. Абсолютная высота — 639 метров над уровнем моря.

## Население
Согласно оценочным данным Национального статистического комитета Кыргызской Республики, численность населения села на начало 2023 года составляла 1474 человека.
| год     | 2009 | 2014 | 2015 | 2020 | 2021 | 2023 |
| ------- | ---- | ---- | ---- | ---- | ---- | ---- |
| человек | 980  | 1051 | 1156 | 1422 | 1445 | 1474 |